# Comuna Văleni-Dâmbovița, Dâmbovița
Văleni-Dâmbovița este o comună în județul Dâmbovița, Muntenia, România, formată din satele Mesteacăn și Văleni-Dâmbovița (reședința).

## Așezare
Este situată în partea de nord-est a podișului Getic, la poalele Munților Bucegi, pe valea Dâmboviței. Comuna este traversată de șoseaua județeană DJ723, care leagă valea Dâmboviței și DN72A de valea Argeșelului și DN73D.

## Demografie
Componența etnică a comunei Văleni-Dâmbovița
     Români (95,7%)
     Alte etnii (4,3%)
Componența confesională a comunei Văleni-Dâmbovița
     Ortodocși (91,74%)
     Penticostali (1,65%)
     Adventiști (1,24%)
     Creștini după evanghelie (1,07%)
     Alte religii (0,08%)
     Necunoscută (4,21%)
Conform recensământului efectuat în 2021, populația comunei Văleni-Dâmbovița se ridică la 2.420 de locuitori, în scădere față de recensământul anterior din 2011, când fuseseră înregistrați 2.754 de locuitori. Majoritatea locuitorilor sunt români (95,7%). Din punct de vedere confesional, majoritatea locuitorilor sunt ortodocși (91,74%), cu minorități de penticostali (1,65%), adventiști (1,24%) și creștini după evanghelie (1,07%), iar pentru 4,21% nu se cunoaște apartenența confesională.

## Politică și administrație
Comuna Văleni-Dâmbovița este administrată de un primar și un consiliu local compus din 11 consilieri. Primarul, Marian Lungu[*], de la Partidul Social Democrat, este în funcție din octombrie 2020. Începând cu alegerile locale din 2024, consiliul local are următoarea componență pe partide politice:
|  | Partid                    | Consilieri | Componența Consiliului | Componența Consiliului | Componența Consiliului | Componența Consiliului | Componența Consiliului | Componența Consiliului | Componența Consiliului | Componența Consiliului |
|  | ------------------------- | ---------- | ---------------------- | ---------------------- | ---------------------- | ---------------------- | ---------------------- | ---------------------- | ---------------------- | ---------------------- |
|  | Partidul Social Democrat  | 8          |                        |                        |                        |                        |                        |                        |                        |                        |
|  | Partidul Național Liberal | 3          |                        |                        |                        |                        |                        |                        |                        |                        |

## Istorie
La sfârșitul secolului al XIX-lea, comuna purta numele de Văleni, făcea parte din plasa Argeșel a județului Muscel și avea în compunere satele Lunca, Plopișoru, Văleni și Vrăbiești, cu o populație totală de 1781 de locuitori. În comună funcționau o biserică și o școală mixtă.
În 1925, Anuarul Socec consemnează comuna Văleni în aceeași plasă, cu 2460 de locuitori și având în compunere doar satul de reședință. Întrucât în același județ existau două comune cu numele de Văleni (una în plasa Golești și aceasta în plasa Argeșel), în 1931, comuna a primit pentru dezambiguizare denumirea actuală de Văleni-Dâmbovița, și având componența actuală (cu satele Văleni și Mesteacăn).
În 1950, comuna a fost devenit parte a raionului Muscel al regiunii Argeș, iar în 1968, la revenirea la organizarea administrativă pe județe, județul Muscel nu a mai fost reînființat și comuna a fost transferată la județul Dâmbovița.